# Szekszárdi bikavér
A szekszárdi bikavér a Szekszárdi borvidéken termelt többféle kékszőlőfajta borából készülő borházasítás (cuvée).

## A szekszárdi bikavér történelme és legendái
Az egri legenda szerint a bikavér elnevezés a török időkből származik, de ez aligha igaz, hiszen hazánkban egészen a török hódoltságig kizárólag fehérbort termeltek. A kadarka kékszőlőfajta és a vörösbor készítésének technológiája a törökökkel együtt érkező rácok közvetítésével honosodott meg borvidékeinken. Írásos források, oklevelek, útleírások a bikavér elnevezést a 19. század közepéig nem említik.
A történelmi hagyatékok csak a 19. század második felében kezdik említeni a bikavér nevet. Ez elsősorban Szekszárd költőjének, Garay Jánosnak köszönhető, aki 1846-ban „Szegzárdi bordal”című versében megalkotta a bikavér elnevezést:
Töltsd pohárba, és csodát látsz!

Színe mint a bikavér,

S mégis a gyöngy, mely belőle

Fölragyog, mint hó, fehér.

És a tőke, melyen termett,

Nemde, oly zöld, mint a rét?

Hol leled föl szebben együtt

Szép hazánk háromszínét?
A legendárium szerint a helyi és környékbeli lakosok bor ivási szokásait megfigyelő törökök látva, hogy a mezővárosba a vásárokra hajtott sokféle jószág között szarvasmarhák is szép számmal akadnak úgy hitték, hogy a magyarok a csatába indulás előtt, vagy csak úgy "bátorságmerítés" okán bikavért ( vörösbort ) isznak.

Ez a - hiszen a nevében is benne van- legenda bármely romantikus is és méltóan akarja megemlékeztetni a magyarok a török hódoltság elleni küzdelmének eme igen kicsiny kis monumentumát. aligha igaz, hiszen hazánkban egészen a török hódoltságig kizárólag fehérbort termeltek. A kadarka kék szőlőfajta és a vörösbor készítésének technológiája a törökökkel együtt érkező rácok közvetítésével honosodott meg borvidékeinken
A „bikavér” kifejezést tehát elsőként a szekszárdi bor megnevezésére alkalmazták. A bikavér egy másik fontos, korai említése Erdélyi János 1851-ben megjelent Magyar közmondások könyve című művében olvasható a „Bikavér” címszónál: „Így nevezik az erős veresbort, például az egrit”. A meghatározás Szekszárdra ugyan nem vonatkozik, de az egri bort is csak példaként említi, amely a szó általános, nem tudatos használatára utal. Ezt erősíti továbbá Ballagi Mór 1873-ban megjelent „A Magyar Nyelv Teljes Szótára” c. műve, amely szerint a „Bikavér (tréfás) - erős, sötét színű vörösbor”.
Szekszárdon többször is megfordult a híres zeneszerző, Liszt Ferenc, akinek nagy kedvence volt a helyi kadarka bor, és 1865-ben a gyengélkedő IX. Piusz pápának is küldött a szekszárdi borból. A legenda szerint a pápának igencsak ízlett az ajándék, és így nyilatkozott róla: „Egészségemet, ép kedélyemet egyedül ez tartja fönn.”
A 19. század során a szekszárdi bikavér alapját a borvidék klasszikus szőlőfajtájának, a kadarkának különböző változatai adták, a bort testesnek, mély színűnek és erősnek írták le. A borvidéken azóta történt strukturális átalakulások és fajtaváltás következményeként a modern szekszárdi bikavér legnagyobbrészt a kékfrankos, a kadarka, a cabernet sauvignon, a cabernet franc és a merlot szőlőfajták borának változó arányú házasításával készül.
A 20. század elejétől dinamikusan fejlődött a borvidék, de a szocializmus időszaka véget vetett ennek. Központilag meghatározott tervekkel az egri bikavért választották ki a leendő tömegbornak és exportterméknek, így Szekszárdtól megvonták a névhasználati jogot. Ettől kezdve a házasítást „óvörös” néven hozták forgalomba, ezzel párhuzamosan a szocialista bikavér a gyenge lőre szinonimája lett, és rossz minőségével a mai napig érződő rossz hírét keltette a bikavér elnevezésnek.
1990 óta ismét készülhet szekszárdi bikavér, a közelmúltban Eger és Szekszárd között vita folyt arról, hogy a történelmi tények melyik borvidéket jogosítják fel a bikavér név használatára. A rendelkezésre álló történelmi források is azt mutatják, hogy ugyan Szekszárdon bukkant fel elsőként a kifejezés, de használata a mély színű bor általános megnevezésére korlátozódott. A viták ma már háttérbe szorultak, mindkét borvidék termelői elfogadják a névhasználat feltételeit. A két borvidék borászai pedig létrehozták a rájuk jellemző változatokat, és közösen próbálják meg jó hírét kelteni a típusnak, többek között a 2013 óta megrendezésre kerülő Bikavér Párbaj keretében.
Az egri bikavérhez hasonlóan a szekszárdi bikavér név az Európai Unióban földrajzi árujelzőként bejegyzett, védett eredetű minőségi bor, készítésének módja szabályozott és ellenőrzött, a megnevezést a Szekszárdi borvidéken kívüli termelők nem használhatják. A bor felkerült a Tolna Megyei Értéktár listájára.

## A bor jellemzői
A szekszárdi bikavérnek legalább négy fajta szőlőből kell készülnie. Az alapot a minimum 45% kékfrankos és 5% kadarka adja, amelyek kötelező jelenléte mellett maximum 40%-ban felhasználható a cabernet franc, cabernet sauvignon és merlot. A szekszárdi bikavérnek kifejezetten jellegzetessége a kadarka, így ezzel is megkülönböztethető az egri társaitól. A házasításhoz a prémium kategória esetében legfeljebb 10%-ban syrah, az alap bikavér esetében pedig alibernet, bíborkadarka, blauburger, malbec, menoire, mészikadar, pinot noir, portugieser, sagrantino, syrah, tannat, turán, virághegyi és zweigelt adható hozzá. A szekszárdi bikavérnek minden minőségi kategóriában legalább egy évet kell hordóban érlelődnie, a borvidéki szabályozás szerint a bikavérnek ennek ellenére tartózkodnia kell a markáns barrique-os jegyektől. A bikavér és a prémium bikavér közötti különbséget az érlelés szempontjából az adja, hogy az utóbbi kategóriába sorolt borokat legkorábban csak a szüretet követő második év december 31-e után lehet forgalomba hozni. A jelenlegi előírásokat 2016 végén léptették életbe, azelőtt a kékfrankos minimális arányát 35%-ban határozták meg.
A modern, magas minőségű szekszárdi bikavér mély rubin színű, közepesen magas savtartalommal, közepes-magas csersavtartalommal és magas alkoholtartalommal (tipikusan 14-15%) rendelkezik, aromájában fekete bogyós gyümölcsökre, fűszerekre emlékeztet. Általában vad- és marhahúsból készült, fűszeres ételekhez ajánlják, 16-18 °C hőmérsékleten való fogyasztásra. Kísérője lehet nehezebb ételeknek, mint amilyen például a pörkölt, marhasteak, vagy a pecsenye.